# Zichtlaan

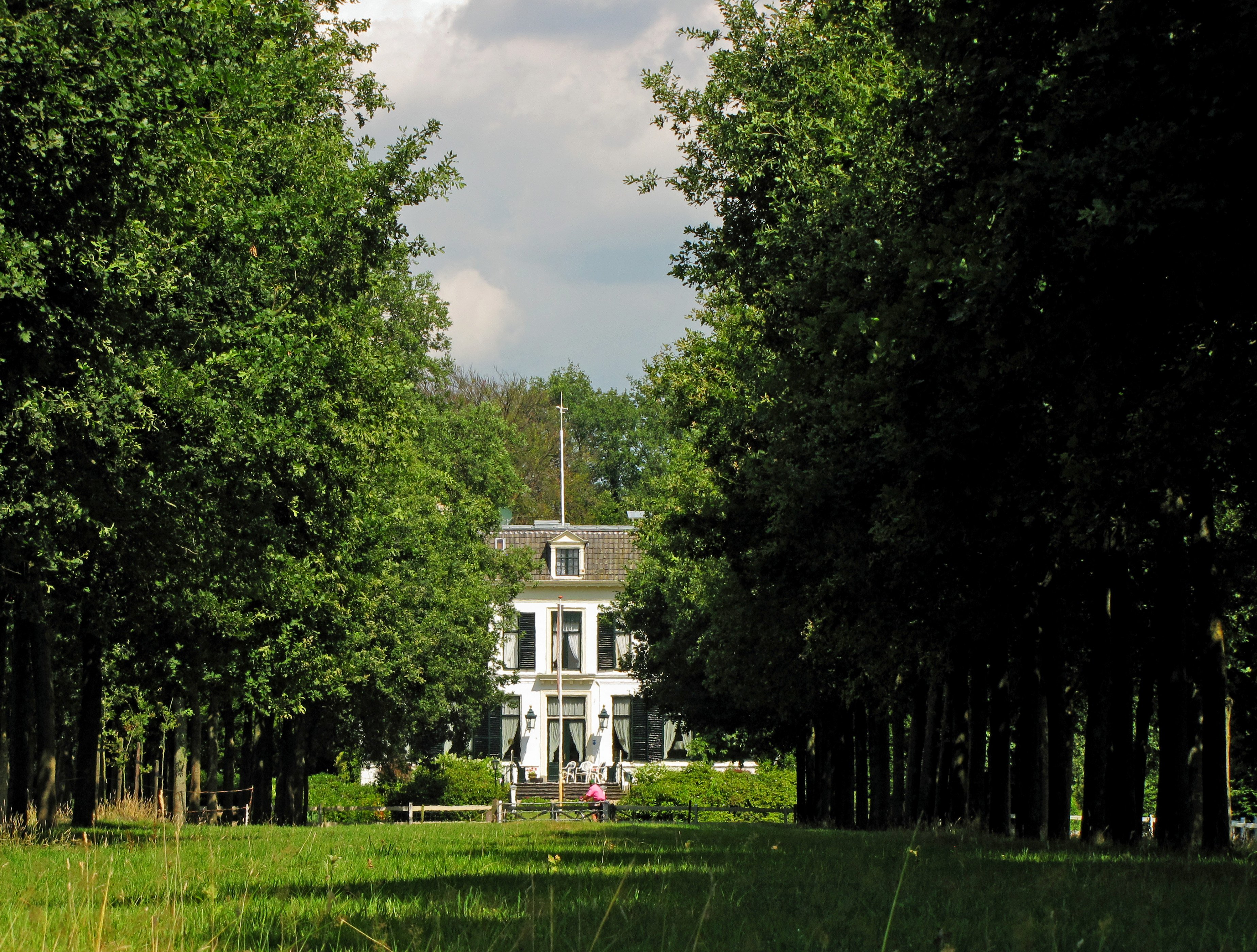
Zichtlaan (dijklichaam met aangeplante bomenrijen) bij buitenplaats Den Dam in Eefde

Een zichtlaan of gezicht(s)laan is een met (laan)bomen beplante weg (laan) die een zichtas biedt van of op een (groot) huis.
Veel zichtlanen zijn aangelegd om te imponeren en kunnen bijvoorbeeld zo aangelegd zijn, dat ze het lijnperspectief manipuleren. Vanuit het huis laat men de laan langzaam smaller worden, zodat de laan langer lijkt dan deze in werkelijkheid is. Hierdoor lijken ook de bijbehorende landerijen groter in omvang.
Andersom, bij het zicht op het huis, is het effect dat het huis (kasteel, borg, havezate) groter en dus indrukwekkender overkomt.